# Liste kurdischer Ortsnamen und geographischer Bezeichnungen im Iran
Die Liste kurdischer Ortsnamen und geographischer Bezeichnungen im Iran bietet eine Auswahl von unter Kurden gebräuchlichen Namen von Ortschaften und geographische Bezeichnungen im Iran inner- und außerhalb ihres Hauptsiedlungsgebietes. Im Iran sprechen die Kurden hauptsächlich Sorani und Kurmandschi. Bestrebungen kurdische Ortsnamen zu nationalisieren, bzw. zu iranisieren gab es im Iran nicht.
| Offizieller Name       | Kurdischer Name | Objekt            | Lage               | Besonderheiten                                                                                           |
| ---------------------- | --------------- | ----------------- | ------------------ | --- |
| Kermānschāh (کرمانشاه) | Kirmashan       | Provinzhauptstadt | Kermānschāh        | |
| Choy (خوی)             | Xoy             | Stadt             | West-Aserbaidschan | Der Name wird vom kurdischen Wort für Salz abgeleitet. Dies geht zurück auf Salzminen in der Region.     |
| Mahabad                | Mehabad         | Stadt             | West-Aserbaidschan | Hauptstadt der kurzlebigen kurdischen Republik Mahabad                                                   |
| Marivan (مریوان)       | Merîwan         | Stadt             | Kordestān          | |
| Naghadeh (نقده)        | Nexede          | Stadt             | West-Aserbaidschan | |
| Oschnaviyeh (اشنويه)   | Şino            | Stadt             | West-Aserbaidschan | |
| Sanandadsch (سنندج)    | Sine            | Provinzhauptstadt | Kordestān          | Hauptstadt des ehemaligen Fürstentums Ardalan. Sine [eigentlich Sinna] ist die ursprüngliche Namensform. |
| Saqqez (سقز)           | Seqiz           | Stadt             | Kordestān          | |
| Urmia (ارومیه)         | Wirmê, Urmîya   | Provinzhauptstadt | West-Aserbaidschan | |